# Sündü (Qobustan)
Sündü è un comune dell'Azerbaigian situato nel distretto di Qobustan. Conta una popolazione di 2 682 abitanti.